# Calm Down
«Calm Down» (с англ. — «Успокойся, остынь») — песня нигерийского исполнителя Rema (Divine Ikubor), вышедшая 11 февраля 2022 года в качестве второго сингла из его дебютного альбома Rave & Roses с помощью лейблов Jonzing World и Mavin Records. Песня вошла в европейские чарты, достигнув первого места в бельгийском Ultratop 50 и голландских Dutch Top 40 и Dutch Single Top 100.
25 августа 2022 года вышел ремикс, совместный с американской певицей Селеной Гомес, который имел большой успех в хит-парадах многих стран. Новая версия достигла первого места в чартах Billboard US Afrobeats Songs, Billboard Global Excl. US и Canadian Hot 100, и достигла третьего места в глобальном чарте Global 200. В американском Billboard Hot 100 он достиг вершины на третьем месте, став первым хитом Ремы в первой десятке и девятым для Гомес. Ремикс установил рекорд американского чарта Afrobeats Songs, который возглавлял в течение рекордных 58 недель.

## История
Песня «Calm Down» рассказывает о событиях, которые привели меня к поиску любви в то время. Всё началось на вечеринке, где я увидел девушку, которая выделялась среди других девушек. Мы разговаривали и танцевали... но её друзья не позволили мне подойти ближе, что разрушило атмосферу, но потом, когда их там не было, мы остались на связи и завязали отношения.— Rema о том, как появилась эта песня, Pitchfork
7 марта 2022 года танцор камерунского происхождения Лоик Рейель (Loïc Reyel) разместил в социальных сетях хореографию к хиту «Calm Down» из Монреаля. Это короткое видео распространилась по сети, где люди стали размещать свои видео с этим танцем. Так был дан старт танцевальному конкурсу Calm Down Dance Challenge.
В марте 2023 года пять молодых иранских женщин сняли себя на видео без чадры, с обнажённым животом, танцующими хореографию песни в жилом районе Экбатан в Тегеране. Видео, опубликованное 8 марта в честь Международного дня защиты прав женщин на TikTok, стало вирусным. Девушки были арестованы властями, и им было приказано публично извиниться. В стране участились случаи нарушения прав женщин, связанные с этой песней. Автор песни Рема сказал: «Всем прекрасным женщинам, которые борются за лучший мир, вы — вдохновение, я пою для вас и мечтаю вместе с вами», что не помешало ему выступить в Саудовской Аравии. Селена Гомес также высоко оценила мужество этих молодых иранских женщин и написала в своём Instagram, что её сердце принадлежит «этим молодым женщинам и всем женщинам Ирана, которые продолжают мужественно требовать фундаментальных изменений».
17 августа 2022 года Селена Гомес разместила в своих социальных сетях фотографию себя и Ремы, подписав её «скоро будет». Ремикс был выпущен через неделю.
Песня была описана как «энергичный» «чувственный хит». Рецензируя ремикс, автор Vanguard Адегбойега Ремми Аделейе считает, что «мелодичный голос Гомес прекрасно дополняет вибрации Ремы, сохраняя ту же энергию, что и оригинальный релиз».

## Награды и номинации
| Организация             | Год  | Категория                                 | Результат | Ссылка |
| ----------------------- | ---- | ----------------------------------------- | --------- | ------ |
| NRJ Music Awards        | 2022 | International Song of the Year            | Номинация | [ 16 ] |
| All Africa Music Awards | 2023 | Best Male Artiste in Western Africa       | Номинация | [ 17 ] |
| All Africa Music Awards | 2023 | Song of the year                          | Номинация | [ 17 ] |
| Guinness World Records  | 2022 | First No.1 hit on The Official MENA Chart | Победа    | [ 18 ] |
| Soundcity MVP Awards    | 2023 | Listener’s Choice                         | Номинация | [ 19 ] |
| Soundcity MVP Awards    | 2023 | Viewers’ Choice                           | Номинация | [ 19 ] |
| Soundcity MVP Awards    | 2023 | Best Pop                                  | Номинация | [ 19 ] |
| Soundcity MVP Awards    | 2023 | Video of the Year                         | Номинация | [ 19 ] |

| Организация                      | Год  | Категория                               | Результат | Ссылка |
| -------------------------------- | ---- | --------------------------------------- | --------- | ------ |
| African Entertainment Awards USA | 2022 | Best Music Video                        | Номинация | [ 20 ] |
| African Entertainment Awards USA | 2023 | Song of the Year                        | Победа    | [ 21 ] |
| African Muzik Magazine Awards    | 2023 | Best Collaboration                      | Номинация | [ 22 ] |
| Anghami Year in Music            | 2022 | Top International Song                  | Победа    | [ 23 ] |
| Anghami Year in Music            | 2023 | Top International Song                  | Победа    | [ 24 ] |
| ASCAP London Awards              | 2024 | Song of the Year                        | Победа    | [ 25 ] |
| ASCAP London Awards              | 2024 | Top Streaming Song                      | Победа    | [ 25 ] |
| ASCAP Pop Music Awards           | 2024 | Song of the Year                        | Победа    | [ 26 ] |
| Billboard Music Awards           | 2023 | Top Radio Song                          | Номинация | [ 27 ] |
| Billboard Music Awards           | 2023 | Top Collaboration                       | Номинация | [ 27 ] |
| Billboard Music Awards           | 2023 | Top Billboard Global 200 Song           | Номинация | [ 27 ] |
| Billboard Music Awards           | 2023 | Top Billboard Global (Excl. U.S.) Song  | Номинация | [ 27 ] |
| Billboard Music Awards           | 2023 | Top Afrobeats Song                      | Победа    | [ 27 ] |
| Global Awards                    | 2023 | Best Social Trended Song                | Номинация | [ 28 ] |
| iHeartRadio Music Awards         | 2023 | Best Music Video                        | Номинация | [ 29 ] |
| iHeartRadio Music Awards         | 2024 | Song of the Year                        | Номинация | [ 30 ] |
| iHeartRadio Music Awards         | 2024 | Pop Song of the Year                    | Номинация | [ 30 ] |
| iHeartRadio Music Awards         | 2024 | Best Collaboration                      | Победа    | [ 30 ] |
| MTV Europe Music Awards          | 2023 | Best Song                               | Номинация | [ 31 ] |
| MTV Europe Music Awards          | 2023 | Best Collaboration                      | Номинация | [ 31 ] |
| MTV Video Music Awards           | 2023 | Song of the Year                        | Номинация | [ 32 ] |
| MTV Video Music Awards           | 2023 | Best Collaboration                      | Номинация | [ 32 ] |
| MTV Video Music Awards           | 2023 | Best Afrobeats                          | Победа    | [ 32 ] |
| NRJ Music Awards                 | 2022 | International Collaboration of the Year | Номинация | [ 16 ] |
| Spotify Plaques                  | 2023 | One Billion Streams Award               | Победа    | [ 33 ] |
| Trace Awards & Festival          | 2023 | Song of the Year                        | Победа    | [ 34 ] |

## Коммерческий успех
Оригинальный вариант песни вошёл в европейские чарты, достигнув первого места в бельгийском Ultratop 50 и голландских Dutch Top 40 и Dutch Single Top 100. 25 августа 2022 года вышел ремикс, совместный с американской певицей Селеной Гомес, который имел большой успех в хит-парадах многих стран. Новая версия достигла первого места в чартах Billboard US Afrobeats Songs и Billboard Global Excl. US, и достигла третьего места в глобальном чарте Global 200. В американском Billboard Hot 100 он достиг вершины на третьем месте, став первым хитом Ремы в первой десятке и девятым хитом Гомес. Ремикс также возглавлял американский Afrobeats Songs в течение рекордных 50 недель, а 13 мая 2023 года достиг первого места в Canadian Hot 100.

## Чарты и сертификация
| Чарт (2022—2023)                          | Высшая позиция |
| ----------------------------------------- | -------------- |
| Австрия (Ö3 Austria Top 40)               | 7              |
| Бельгия/Фландрия (Ultratop 50)            | 10             |
| Бельгия/Валлония (Ultratop 50)            | 1              |
| Бразилия (Pop Internacional)              | 2              |
| Франция (SNEP)                            | 2              |
| Германия (GfK)                            | 15             |
| Ирландия (IRMA)                           | 5              |
| Мир (MENA, IFPI)                          | 1              |
| Нидерланды (Dutch Top 40)                 | 1              |
| Нидерланды (Single Top 100)               | 1              |
| Люксембург (Billboard)                    | 2              |
| Португалия (AFP)                          | 1              |
| Румыния (UPFR)                            | 2              |
| Румыния (Romanian Radio Airplay)          | 1              |
| Румыния (Romania TV Airplay)              | 1              |
| Швейцария (Schweizer Hitparade)           | 1              |
| Великобритания (OCC UK Singles)           | 4              |
| Великобритания (OCC UK Hip Hop/R&B)       | 2              |
| США (Afrobeats Songs, Billboard)          | 7              |
| США (World Digital Song Sales, Billboard) | 5              |

| Чарт (2022—2023)                          | Высшая позиция |
| ----------------------------------------- | -------------- |
| Бельгия (Billboard)                       | 1              |
| Канада (Billboard Canadian Hot 100)       | 1              |
| Канада (Billboard AC)                     | 7              |
| Канада (Billboard CHR/Top 40)             | 1              |
| Канада (Billboard Hot AC)                 | 1              |
| Франция (Billboard)                       | 2              |
| Мир (Billboard Global 200)                | 3              |
| Венгрия (Single Top 40)                   | 6              |
| Нидерланды (Dutch Top 40)                 | 1              |
| Португалия (Billboard)                    | 1              |
| Россия (TopHit)                           | 18             |
| Словакия (Rádio — Top 100)                | 2              |
| Словакия (Singles Digitál Top 100)        | 10             |
| ЮАР (Billboard)                           | 1              |
| Швейцария (Billboard)                     | 1              |
| Великобритания (Billboard)                | 3              |
| США (Billboard Hot 100)                   | 3              |
| США (Billboard Adult Contemporary)        | 12             |
| США (Billboard Adult Pop Airplay)         | 1              |
| США (Afrobeats Songs, Billboard)          | 1              |
| США (Billboard Pop Airplay)               | 1              |
| США (Billboard Rhythmic)                  | 1              |
| США (World Digital Song Sales, Billboard) | 1              |

## Сертификации
| Регион | Сертификация  | Продажи   |
| --- | ------------- | --------- |
| Австрия (IFPI Austria) | Золотой       | 15 000    |
| Бельгия (BEA) | 2× Платиновый | 80 000    |
| Бразилия (ABPD) | Бриллиантовый | 160 000   |
| Дания (IFPI Danmark) | Платиновый    | 90 000    |
| Франция (SNEP) | Бриллиантовый | 333 333   |
| Германия (BVMI) | Платиновый    | 600 000   |
| Италия (FIMI) | 3× Платиновый | 300 000   |
| Нидерланды (NVPI) | Золотой       | 40 000    |
| Нигерия (TCSN) | 2× Платиновый | 200 000   |
| Польша (ZPAV) | Бриллиантовый | 250 000   |
| Португалия (AFP) | 8× Платиновый | 80 000    |
| Испания (PROMUSICAE) | 4× Платиновый | 240 000   |
| Швейцария (IFPI Switzerland) | 4× Платиновый | 80 000    |
| Великобритания (BPI) | 3× Платиновый | 1 800 000 |
| США (RIAA) | 5× Платиновый | 5 000 000 |
| Стриминг |               |           |
| Греция (IFPI Greece) | Золотой       | 1 000 000 |
| Данные о продажах + прослушиваниях приведены только на основе сертификации. · Данные только о прослушиваниях приведены на основе сертификации. |               |           |

| Регион | Сертификация  | Продажи   |
| --- | ------------- | --------- |
| Австралия (ARIA) | 8× Платиновый | 560 000   |
| Канада (Music Canada) | Бриллиантовый | 800 000   |
| Новая Зеландия (RMNZ) | 2× Платиновый | 60 000    |
| Стриминг |               |           |
| Греция (IFPI Greece) | Платиновый    | 2 000 000 |
| Данные о продажах + прослушиваниях приведены только на основе сертификации. · Данные только о прослушиваниях приведены на основе сертификации. |               |           |